# Villadia albiflora
Villadia albiflora es una especie de plantas de la familia de las crasuláceas, comúnmente llamadas, siemprevivas, conchitas o flor de piedra (Crassulaceae), dentro del orden Saxifragales en lo que comúnmente llamamos plantas dicotiledóneas, aunque hoy en día se agrupan dentro de Magnoliopsida. El nombre del género fue dado en honor al Dr. Manuel Villada (1841 – 1924), quien fuera médico, botánico y editor de la revistas “La Naturaleza”, la especie V. albiflora hace referencia al color de las flores.

## Clasificación y descripción
Planta de la familia Crassulaceae. Planta perenne, glabra, raíces algo engrosadas, tallos lisos, hasta 30 cm de longitud, café rojizos, hojas pequeñas oblongo-ovadas a lanceoladas, obtusas y gruesas, hasta 8 mm de largo y 1.5-2 mm de ancho. Inflorescencia espigada o en panícula; flores sésiles o casi así, sépalos iguales, enteros, obtusos, de 2-3 mm de largo; corola de 5-6 mm de largo, blanca; carpelos conoideos, de 3 mm de largo., estilos de 1 mm, rojizos. Cromosomas n=15.

## Distribución
Endémica de México, se conoce solo de Oaxaca y Chiapas.
Localidad tipo: Oaxaca: montañas de Oaxaca. Oaxaca: cerro Tabacón, al N de San Pedro Nopala.

## Hábitat
No se tienen datos exactos, se infiere vegetación desértica. 

## Estado de conservación
No se encuentra catalogada bajo algún estatus o categoría de conservación, ya sea nacional o internacional.